# Enlisted
Az Enlisted (magyarul: besorozva) amerikai televíziós vígjátéksorozat, amely a Fox csatornán mutatkozott be 2014. január 10-én. A sorozat bár alacsony nézettséggel indult, a kritikusok pozitívan fogadták.

## Történet
Három egymástól nagyon eltérő fivér, mind az amerikai hadsereg kötelékében áll, ugyanazon kitalált floridai bázison, Fort McGeeben állomásozik. Míg a bázis legtöbb katonája a Közel-Keleten harcol, a két fiatalabb fivér, Derrick és Randy a hátországi őrshöz tartozik. Az ő feladatuk a bázis rendben tartása. A legidősebb fivér, Pete Hill törzsőrmestert lefokozzák őrmesterré, és hazaküldik Afganisztánból, miután megüt egy magasabb fokozatú tisztet. Feladata egy szedett-vedett szakasz irányítása lesz, amelybe fivérei is tartoznak. Miközben együtt dolgoznak, a fivérek megújítják és megerősítik gyerekkori kötődésüket.

## Szereplők

### Főszereplők
- Geoff Stults mint Pete Hill törzsőrmester
- Chris Lowell mint Derrick Hill szakaszvezető
- Parker Young mint Randy Hill tizedes
- Keith David mint Donald Cody főtörzsőrmester
- Angelique Cabral mint Jill Perez törzsőrmester

### Mellékszereplők
- Kyle Davis mint Dobkiss tizedes
- Tania Gunadi mint Park tizedes
- Mel Rodriguez mint Chubowski szakaszvezető
- Mort Burke mint Gumble tizedes
- Michelle Buteau mint Robinson közlegény

## Epizódok
| Évad | Évad | Részek száma | Részek száma | Eredeti sugárzás | Eredeti sugárzás |
| Évad | Évad | Részek száma | Részek száma | Évadbemutató     | Évadzáró         |
| ---- | ---- | ------------ | ------------ | ---------------- | ---------------- |
|      | 1.   | 13           | 13           | 2014. január 10. | 2014. július 22. |

| #   | Cím                                  | Rendező          | Író                                                            | Premier           | Nézettség   | Gyártási szám |
| --- | ------------------------------------ | ---------------- | -------------------------------------------------------------- | ----------------- | ----------- | ------------- |
| 1.  | Pilot                                | Phil Traill      | Kevin Biegel                                                   | 2014. január 10.  | 2,41 millió | 1AWV79        |
| 2.  | Randy Get Your Gun                   | Phil Traill      | Jeff Chiang & Eric Ziobrowski                                  | 2014. január 17.  | 2,01 millió | 1AWV03        |
| 3.  | Pete’s Airstream                     | Matt Sohn        | Theresa Mulligan Rosenthal                                     | 2014. január 24.  | 3,23 millió | 1AWV02        |
| 4.  | Homecoming                           | Michael McDonald | Scott Rutherford                                               | 2014. január 31.  | 2,79 millió | 1AWV09        |
| 5.  | Rear D Day                           | Phil Traill      | Kevin Biegel                                                   | 2014. február 7.  | 1,83 millió | 1AWV04        |
| 6.  | Brothers and Sister                  | Peter Lauer      | Peter A. Knight                                                | 2014. február 28. | 1,90 millió | 1AWV05        |
| 7.  | Parade Duty                          | Phil Traill      | Mike Royce                                                     | 2014. március 7.  | 1,84 millió | 1AWV01        |
| 8.  | Vets                                 | Fred Goss        | Kate Purdy                                                     | 2014. március 14. | 1,36 millió | 1AWV07        |
| 9.  | Paint Cart 5000 vs. The Mondo Spider | Phil Traill      | Peter A. Knight & Theresa Mulligan Rosenthal                   | 2014. március 28. | 1,33 millió | 1AWV10        |
| 10. | Prank War                            | Phil Traill      | Laura Gutin Peterson                                           | 2015. június 1.   | 1,14 millió | 1AWV06        |
| 11. | The General Inspection               | Richie Keen      | Sanjay Shah                                                    | 2014. június 8.   | 1,00 millió | 1AWV08        |
| 12. | Army Men                             | Linda Mendoza    | Laura Gutin Peterson & Kate Purdy                              | 2014. június 15.  | 1,18 millió | 1AWV11        |
| 13. | Alive Day                            | Phil Traill      | Történet: Sanjay Shah Tévéjáték: Jeff Chiang & Eric Ziobrowski | 2014. június 22.  | 0,90 millió | 1AWV12        |

## Kritikai fogadtatása
A Rotten Tomatoes oldalon összegzése alapján 33 kritikus 85%-a bírt pozitív véleménnyel a sorozatról, míg a konszenzus így szól: „bár néha felületes, az Enlisted ugyanakkor vicces, kedves és okos is.”

## Nézettség
| Epizód | Epizód             | Amerikai Egyesült Államok | Amerikai Egyesült Államok | Amerikai Egyesült Államok | Amerikai Egyesült Államok | Amerikai Egyesült Államok | Forrás |
| Epizód | Epizód             | Dátum                     | Idősáv (EST)              | Teljes lakosság           | Célcsoport (18–49)        | Célcsoport (18–49)        | Forrás |
| Epizód | Epizód             | Dátum                     | Idősáv (EST)              | AMR                       | AMR                       | SHR                       | Forrás |
| ------ | ------------------ | ------------------------- | ------------------------- | ------------------------- | ------------------------- | ------------------------- | ------ |
| 1.     | Pilot              | 2014. január 10.          | péntek 21:30              | 2,41 millió               | 0,7%                      | 2%                        | [ 5 ]  |
| 2.     | Randy Get Your Gun | 2014. január 17.          | péntek 21:30              | 2,01 millió               | 0,6%                      | 2%                        | [ 6 ]  |
| 3.     | Pete’s Airstream   | 2014. január 24.          | péntek 21:00              | 3,23 millió               | 1,0%                      | 3%                        | [ 7 ]  |
| 4.     | Homecoming         | 2014. január 31.          | péntek 21:00              | 2,79 millió               | 0,8%                      | 3%                        | [ 8 ]  |
| 5.     | Rear D Day         | 2014. február 7.          | péntek 21:00              | 1,83 millió               | 0,7%                      | 2%                        | [ 9 ]  |

## Fordítás
Ez a szócikk részben vagy egészben  az   Enlisted (TV series) című angol Wikipédia-szócikk ezen változatának fordításán alapul.  Az eredeti cikk szerkesztőit annak laptörténete sorolja fel. Ez a jelzés csupán a megfogalmazás eredetét és a szerzői jogokat jelzi, nem szolgál a cikkben szereplő információk forrásmegjelöléseként.